# Reinfried Herbst
Reinfried Herbst (ur. 11 października 1978 w Salzburgu) – austriacki narciarz alpejski, srebrny medalista olimpijski oraz zdobywca Małej Kryształowej Kuli w klasyfikacji slalomu Pucharu Świata.

## Kariera
Po raz pierwszy na arenie międzynarodowej Reinfried Herbst pojawił się 28 sierpnia 1994 roku w Thredbo, gdzie w zawodach FIS Race w supergigancie zajął piąte miejsce. W 1998 roku wystartował na mistrzostwach świata juniorów w Megève, gdzie w swoim jedynym starcie, slalomie, zajął czwarte miejsce. Walkę o medal przegrał tam ze swym rodakiem, Kurtem Englem o 0,24 sekundy.
W zawodach Pucharu Świata zadebiutował 21 stycznia 2001 roku w Kitzbühel, gdzie nie zakwalifikował się do drugiego przejazdu slalomu. Pierwsze pucharowe punkty wywalczył 16 grudnia 2002 roku w Sestriere, gdzie był trzynasty w slalomie. Na podium zawodów tego cyklu po raz pierwszy stanął 22 stycznia 2006 roku w Kitzbühel, zajmując drugie miejsce w swej koronnej konkurencji. W zawodach tych wyprzedził go jedynie Francuz Jean-Pierre Vidal, a trzecie miejsce zajął kolejny Austriak, Benjamin Raich. Łącznie Herbst szesnaście razy stawał na podium, w tym dziewięć razy zwyciężał w slalomie. Pierwszy raz dokonał tego 11 marca 2006 roku w Shiga Kōgen. Następnie wygrywał 9 marca 2008 roku w Garmisch-Partenkirchen, 15 marca 2008 roku w Bormio, 11 stycznia 2009 roku w Adelboden, 27 stycznia 2009 roku w Schladming, 15 listopada 2009 roku w Levi, 21 grudnia 2009 roku w Alta Badia, 26 stycznia 2010 roku w Schladming oraz 31 stycznia 2010 roku w Kranjskiej Gorze. Ostatni raz w najlepszej trójce zawodów pucharowych znalazł się 27 lutego 2011 roku w Bansku, gdzie slalom ukończył na drugiej pozycji. Najlepsze wyniki osiągnął w sezonie 2009/2010, kiedy był jedenasty w klasyfikacji generalnej, a w klasyfikacji slalomu wywalczył Małą Kryształową Kulę. W klasyfikacji slalomistów był również trzeci w sezonie 2007/2008, kiedy wyprzedzili go tylko Włoch Manfred Mölgg i Jean-Baptiste Grange z Francji.
Największy sukces osiągnął w 2006 roku, kiedy podczas igrzysk olimpijskich w Turynie wywalczył srebrny medal w slalomie. Po pierwszym przejeździe znajdował się na czwartej pozycji, tracąc do prowadzącego Raicha 0,18 sekundy. W drugim przejeździe osiągnął siódmy wynik, co jednak dało mu drugi łączny czas i srebrny medal. Ostatecznie rozdzielił na podium dwóch rodaków: Benjamina Raicha i Rainera Schönfeldera. Był to piąty przypadek w historii narciarstwa alpejskiego na igrzyskach olimpijskich, w którym całe podium zajęli reprezentanci jednego kraju. W tej samej konkurencji startował także na mistrzostwach świata w Åre (2007), mistrzostwach świata w Val d’Isère (2009) i mistrzostwach świata w Garmisch-Partenkirchen (2011), jednak we wszystkich przypadkach nie kończył rywalizacji. W 2010 roku wystartował na igrzyskach w Vancouver zajmując dziesiąte miejsce. Brał również udział w rozgrywanych cztery lata później igrzyskach olimpijskich w Soczi, jednak nie ukończył już pierwszego przejazdu.
Dwukrotnie zdobywał mistrzostwo Austrii: w 2003 roku był najlepszy w gigancie, a w 2008 roku zwyciężył w slalomie.

## Osiągnięcia

### Igrzyska olimpijskie
| Miejsce | Dzień     | Rok  | Miejscowość | Konkurencja | Czas biegu  | Strata  | Zwycięzca        |
| ------- | --------- | ---- | ----------- | ----------- | ----------- | ------- | ---------------- |
| 2.      | 25 lutego | 2006 | Turyn       | Slalom      | 1:43,14 min | +0,83 s | Benjamin Raich   |
| 10.     | 27 lutego | 2010 | Vancouver   | Slalom      | 1:39,32 min | +1,46 s | Giuliano Razzoli |
| DNF     | 22 lutego | 2014 | Soczi       | Slalom      | 1:41,84 min | -       | Mario Matt       |

### Mistrzostwa świata
| Miejsce | Dzień     | Rok  | Miejscowość | Konkurencja | Czas biegu  | Strata | Zwycięzca            |
| ------- | --------- | ---- | ----------- | ----------- | ----------- | ------ | -------------------- |
| DNF1    | 17 lutego | 2007 | Åre         | Slalom      | 1:57,33 min | -      | Mario Matt           |
| DNF1    | 15 lutego | 2009 | Val d’Isère | Slalom      | 1:44,17 min | -      | Manfred Pranger      |
| DNF2    | 20 lutego | 2011 | Ga-Pa       | Slalom      | 1:41,72 min | -      | Jean-Baptiste Grange |

### Mistrzostwa świata juniorów
| Miejsce | Dzień   | Rok  | Miejscowość | Konkurencja | Czas biegu  | Strata  | Zwycięzca      |
| ------- | ------- | ---- | ----------- | ----------- | ----------- | ------- | -------------- |
| 4.      | 1 marca | 1998 | Megève      | Slalom      | 1:23,06 min | +2,09 s | Benjamin Raich |

### Puchar Świata

#### Miejsca w klasyfikacji generalnej
- sezon 2002/2003: 115.
- sezon 2003/2004: -
- sezon 2004/2005: 106.
- sezon 2005/2006: 28.
- sezon 2006/2007: 57.
- sezon 2007/2008: 20.
- sezon 2008/2009: 23.
- sezon 2009/2010: 11.
- sezon 2010/2011: 30.
- sezon 2011/2012: 66.
- sezon 2012/2013: 33.
- sezon 2013/2014: 46.
- sezon 2014/2015: 71.

#### Zwycięstwa w zawodach
1. Shiga Kōgen – 11 marca 2006 (slalom)
2. Garmisch-Partenkirchen – 9 marca 2008 (slalom)
3. Bormio – 15 marca 2008 (slalom)
4. Adelboden – 11 stycznia 2009 (slalom)
5. Schladming – 27 stycznia 2009 (slalom)
6. Levi – 15 listopada 2009 (slalom)
7. Alta Badia – 21 grudnia 2009 (slalom)
8. Schladming – 26 stycznia 2010 (slalom)
9. Kranjska Gora – 31 stycznia 2010 (slalom)

#### Pozostałe miejsca na podium w zawodach
1. Kitzbühel – 22 stycznia 2006 (slalom) – 2. miejsce
2. Zagrzeb – 17 lutego 2008 (slalom) – 3. miejsce
3. Wengen – 18 stycznia 2009 (slalom) – 2. miejsce
4. Garmisch-Partenkirchen – 1 lutego 2009 (slalom) – 3. miejsce
5. Wengen – 17 stycznia 2010 (slalom) – 3. miejsce
6. Adelboden – 9 stycznia 2011 (slalom) – 3. miejsce
7. Bansko – 27 lutego 2011 (slalom) – 2. miejsce

- W sumie (9 zwycięstw, 3 drugie i 4 trzecie miejsca)